# St. George (Alaska)
St. George è un comune dell'Alaska, Stati Uniti; fa parte della Census Area delle Aleutine occidentali.

## Popolazione
Al censimento del 2000 c'erano 152 persone, 51 gruppi familiari e 42 famiglie che risiedono nella città. La densità di popolazione era di 4,4 persone per miglio quadrato (1.7/km²). C'erano 67 unità abitative ad una densità media di 1,9 per miglio quadrato (0.7/km²). La percentuale delle varie etnie della città era 92,11% nativi americani e il 7,89% bianco.
Negli ultimi due decenni la popolazione si è poi dimezzata fino a scendere a 67 persone al censimento del 2020.

## Istruzione

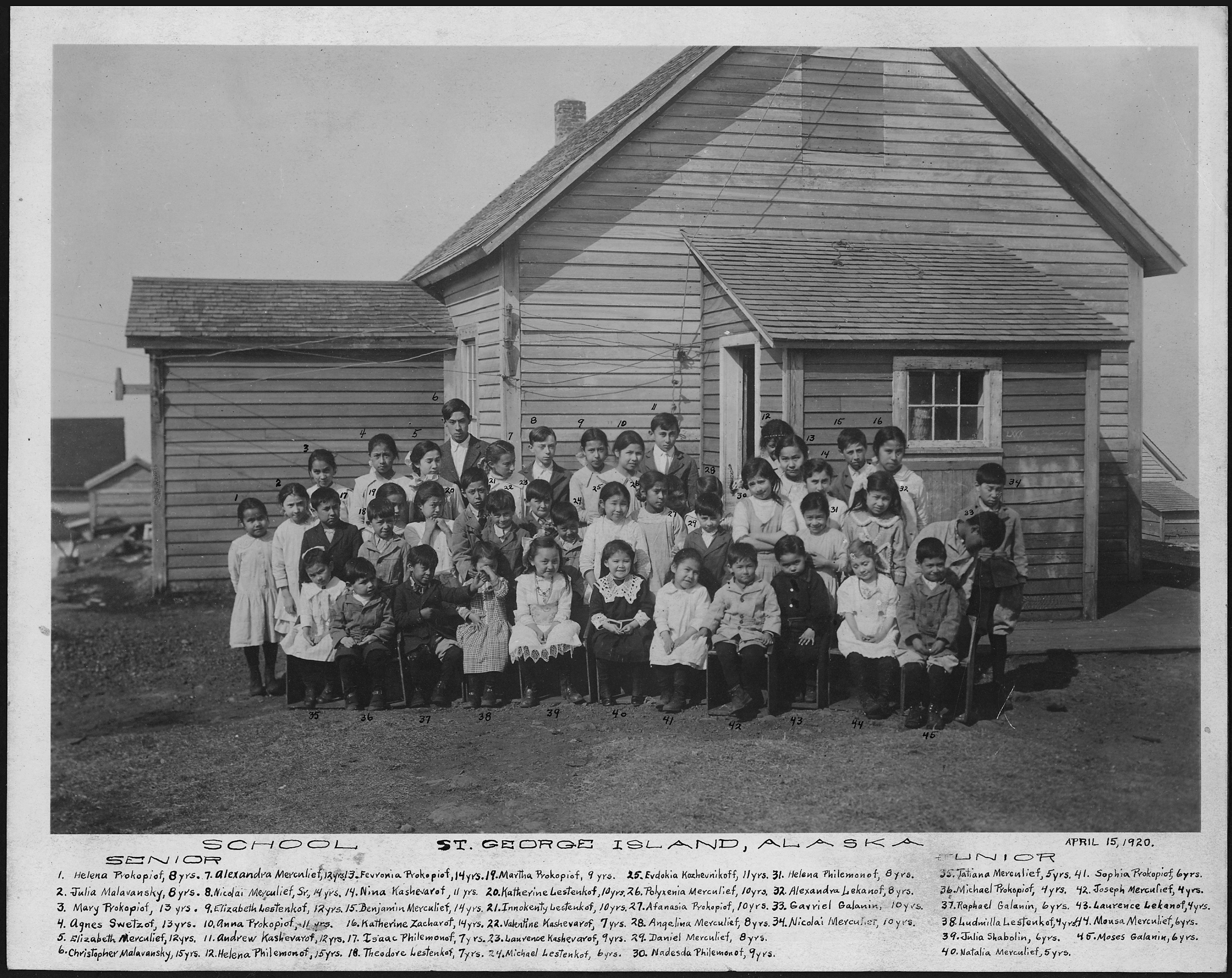
Studenti a St. George

St. George è servito dal Distretto Pribilof Island School. Nel 2004 il distretto ha iniziato ad offrire 9-12 ° grado d'istruzione agli studenti di St. George tramite video-conferenza. Gli studenti possono ora scegliere: vivere a casa e frequentare le lezioni a distanza, oppure possono uscire di casa e frequentare un collegio.
A St. George la scuola copre i gradi fino all'8°. La vicina St. Paul School di St. Paul serve gradi invece fino al 12°.

## Galleria d'immagini

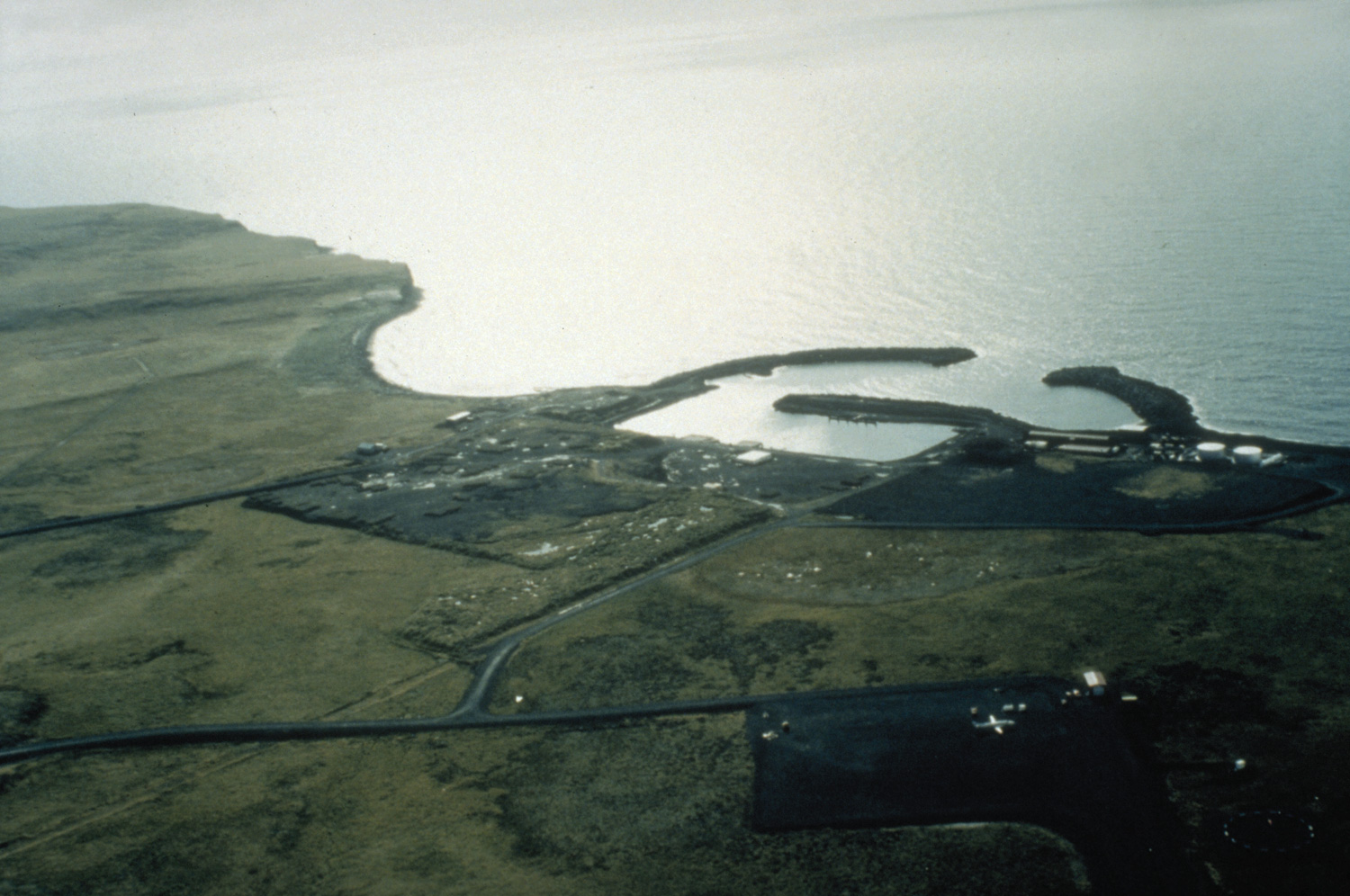
Veduta del porto, a sud-ovest dell'isola omonima
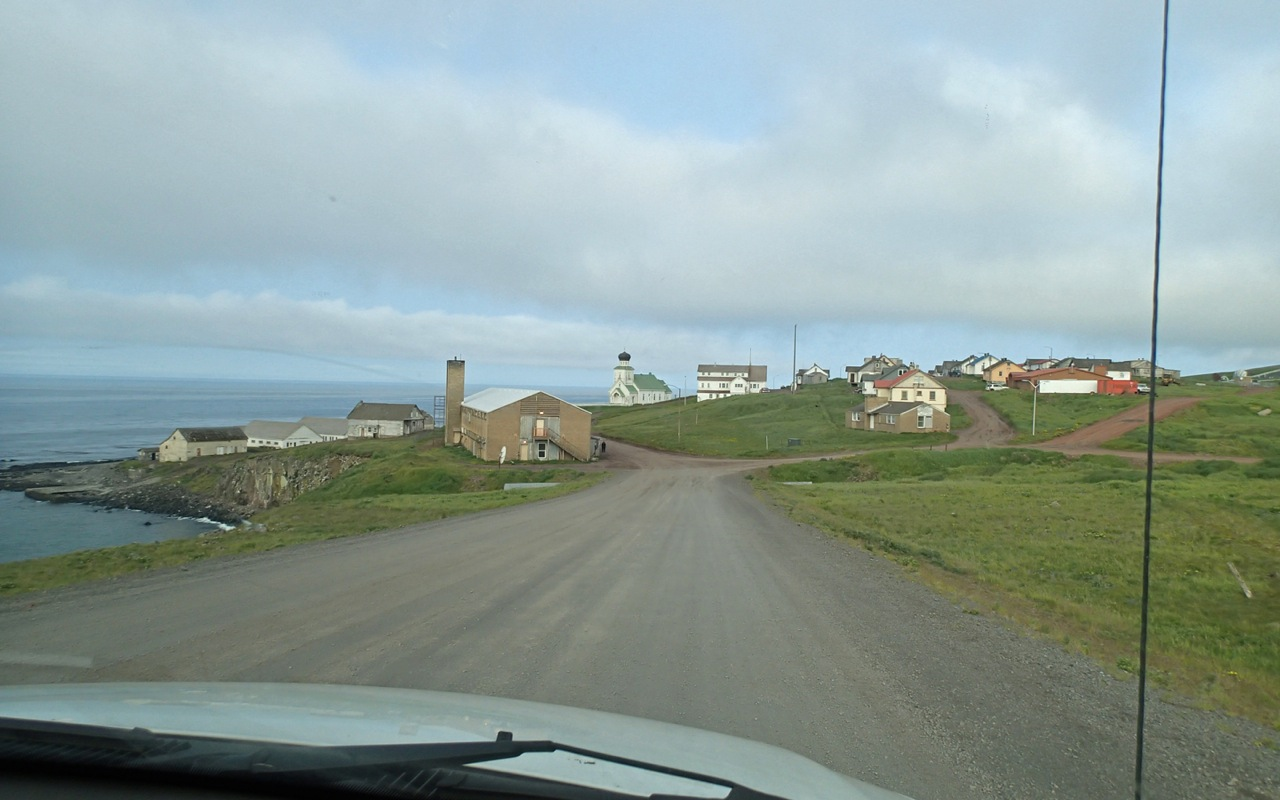
la strada principale di St. George
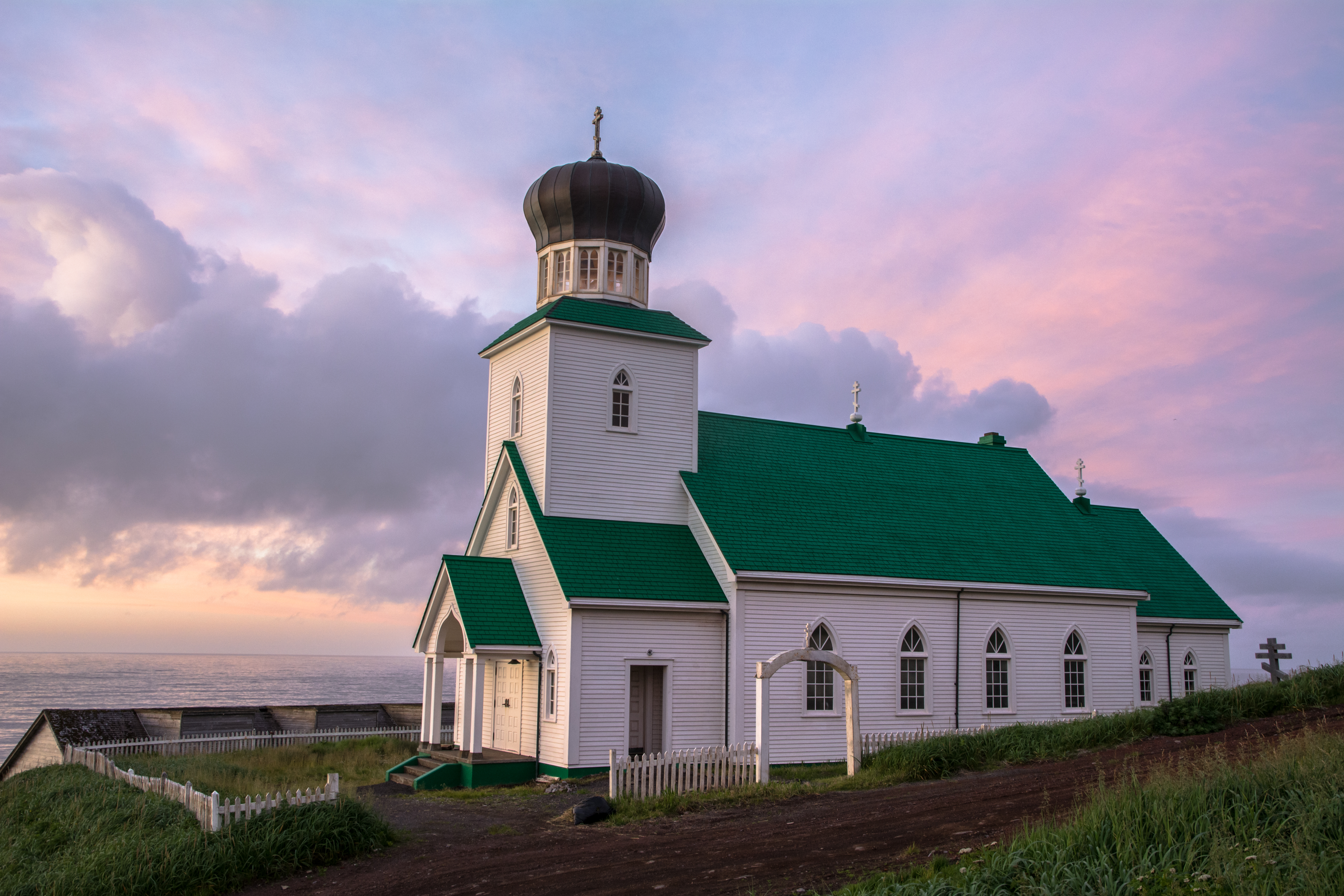
La chiesa ortodossa